# Calycellina phalaridis
Calycellina phalaridis är en svampart som först beskrevs av Lib. ex P. Karst., och fick sitt nu gällande namn av Franz Xaver von Höhnel 1918. Calycellina phalaridis ingår i släktet Calycellina och familjen Hyaloscyphaceae.   Inga underarter finns listade i Catalogue of Life.
I den svenska databasen Dyntaxa används istället namnet Mollisia phalaridis för samma taxon.  Arten är reproducerande i Sverige.